# Zyon Cavalera
Zyon Graziano Cavalera (ur. 19 stycznia 1993 w Phoenix) – amerykański perkusista brazylijskiego pochodzenia. Syn Maxa Cavalery i Glorii Cavalery.

## Życiorys
We wstępie do utworu Sepultury „Refuse/Resist” z albumu Chaos A.D. z 1993 słychać bicie serca Zyona, nagrane przez jego ojca Maxa na magnetofon przyłożony do stetoskopu tuż przed narodzeniem dziecka w styczniu 1993.
Od 2012 Zyon Cavalera na stałe występuje wraz z ojcem w zespole Soulfly w którym zastąpił Davida Kinkadea. Wcześniej epizodycznie w formie gościnnej uczestniczył w nagrywaniu wydawnictw ॐ (2002), Omen (2010) i Enslaved (2012). W 2013 roku ukazał się pierwszy, nagrany z jego pełnoetatowym udziałem, album zatytułowany Savages. Cavalera od 2011 roku występuje także w grupie Lody Kong, której członkiem jest również jego starszy brat Igor.

## Dyskografia
- Soulfly - ॐ (2002, Roadrunner Records, gościnnie)
- Soulfly - Omen (2010, Roadrunner Records, gościnnie)
- Soulfly - Enslaved (2012, Roadrunner Records, gościnnie)
- Soulfly - Savages (2013, Nuclear Blast)
- Soulfly - Archangel (2015, Nuclear Blast)
- Soulfly - Ritual (2018, Nuclear Blast)